# Ménil-de-Senones
Ménil-de-Senones – miejscowość i gmina we Francji, w regionie Grand Est, w departamencie Wogezy.
Według danych na rok 1990 gminę zamieszkiwało 105 osób, a gęstość zaludnienia wynosiła 15 osób/km² (wśród 2335 gmin Lotaryngii Ménil-de-Senones plasuje się na 940. miejscu pod względem liczby ludności, natomiast pod względem powierzchni na miejscu 833.).